# Terry Brunk
Terry Michael Brunk beter bekend als Sabu (Staten Island (New York), 12 december 1964 – 11 mei 2025)  was een Amerikaans professioneel worstelaar die vooral bekend is van zijn tijd bij Extreme Championship Wrestling, van 1993 tot 2000, Total Nonstop Action Wrestling, van 2002 tot 2006, en World Wrestling Entertainment, van 2006 tot 2007. In 2013/2014 kwam Sabu naar Nederland waar hij meerdere malen heeft geworsteld bij Pro Wrestling Holland en ook het PWH kampioenschap won.
Brunk overleed in mei 2025 op 60-jarige leeftijd.

## In het worstelen
- Finishers
  - Arabian Facebuster
  - Arabian Skullcrusher
  - Atomic Arabian Facebuster
  - Atomic Arabian Skullcrusher

- Signature moves
  - Triple jump moonsault
  - Triple jump leg drop
  - Camel clutch
  - Triple Jump Arabian Press
  - Triple Jump DDT
  - Triple Jump Somersault
  - Air Sabu
  - Arabian Piledriver
  - Arabian Press
  - Guillotine leg drop
  - Slingshot crossbody
  - Springboard / Tornado DDT
  - Springboard
  - Somersault plancha
  - Frankensteiner
  - Throwing a steel chair at an opponent
  - Moonsault

- Managers
  - The Cuban Assassin
  - Paul E. Dangerously
  - Bill Alfonso
  - Josh Lazie
  - Robert Szatkowski
  - The Sheik
  - Mad Mohammed
  - Shaffee
  - Tammy Lynn Sytch
  - Gideon Wainwright
  - The Sandman
  - Tommy Dreamer

- Bijnamen
  - "The Homicidal, Suicidal, Genocidal, Death–Defying Sabu"
  - "Houdini of Hardcore"
  - "The Arabian Machine of Destruction"
  - "The Crazed Kamikaze"
  - "The Human Highlight Reel"
  - "The Modern Day Kamikaze"
  - "The Death Bringer"

## Prestaties
- Hardcore Championship Wrestling
  - HCW Heavyweight Championship (1 keer)

- Asylum Championship Wrestling
  - ACW Heavyweight Championship (1 keer)

- Border City Wrestling
  - BCW Can-Am Heavyweight Championship (1 keer)

- Eastern Championship Wrestling / Extreme Championship Wrestling
  - ECW World Heavyweight Championship (2 keer)
  - ECW World Tag Team Championship (3 keer; met Tazz (1x) en Rob Van Dam (2x))
  - ECW World Television Championship (1 keer)
  - ECW FTW Heavyweight Championship (1 keer)
  - ECW Triple Crownship (Tweede)

- Extreme Wrestling Alliance
  - EWA Junior Championship (1 keer)

- European Wrestling Association
  - EWA Junior Heavyweight Championship (2 keer)

- Frontier Martial-Arts Wrestling
  - FMW World Martial Arts Tag Team Championship (1 keer: met Horace Boulder)

- Insane Wrestling Federation
  - IWF Heavyweight Championship (2 keer)

- Juggalo Championship Wrestling
  - JCW Heavyweight Championship (1 keer)

- Main Event Championship Wrestling
  - MECW Heavyweight Championship (1 keer)

- Motor City Wrestling
  - MCW Heavyweight Championship (1 keer)

- National Wrestling Alliance
  - NWA Independent World Heavyweight Championship (1 keer)

- NWA Florida
  - NWA World Heavyweight Championship (1 keer)

- National Wrestling Conference
  - NWC Heavyweight Championship (2 keer)

- New Japan Pro Wrestling
  - IWGP Junior Heavyweight Championship (1 keer)
  - UWA World Junior Light Heavyweight Championship (1 keer)

- Professional Championship Wrestling
  - PCW Television Championship (1 keer)

- Pro-Pain Pro Wrestling
  - 3PW Heavyweight Championship (1 keer)

- Pro Wrestling Holland
  - PWH Champion (1 keer)

- Stampede Wrestling
  - Stampede Pacific Heavyweight Championship (1 keer)

- Ultimate Championship Wrestling
  - UCW Heavyweight Championship (1 keer)

- World Wrestling Council
  - WWC Hardcore Championship (1 keer)
  - WWC Universal Heavyweight Championship (1 keer)

- Xtreme Pro Wrestling
  - XPW World Heavyweight Championship (1 keer)